# Теракт в Фейсалабаде (2011)
Террористический акт в Фейсалабаде (Пакистан) произошёл 8 марта 2011 года, целью атаки стала заправочная станция с природным газом и находящиеся рядом с ней правительственные здания.

## Ход атаки
8 марта 2011 года террорист-смертник привёл в действие взрывное устройство, находясь в заминированном автомобиле. В результате атаки погибло 25 человек, ещё около 100 получили ранения различной степени тяжести. Получили повреждения здания пакистанской межведомственной разведки и авиаперевозчика Pakistan International Airlines. Ответственность за теракт взяла на себя радикальная суннитская группировка Техрик Талибан-и-Пакистан.